# Zagnańsk
Zagnańsk is een dorp in de Poolse woiwodschap Święty Krzyż. De plaats maakt deel uit van de gemeente Zagnańsk en telt 1726 inwoners.

## Verkeer en vervoer
- Station Zagnańsk